# Wytiegra
Wytiegra – miasto w Rosji, w obwodzie wołogodzkim, 320 km na północny zachód od Wołogdy. W 2009 liczyło 10 863 mieszkańców.